# Liolaemus arambarensis
Liolaemus arambarensis — вид ігуаноподібних ящірок родини Liolaemidae. Ендемік Бразилії.

## Поширення і екологія
Liolaemus arambarensis мешкають на узбережжі озера-лагуни Патус в бразильському штаті Ріу-Гранді-ду-Сул. Вони живуть в прибережних заростях рестінги.

## Збереження
МСОП класифікує цей вид як такий, що перебуває під загрозою зникнення. Liolaemus aparicioi загрожує знищення природного середовища.